# 美里町立中央小学校

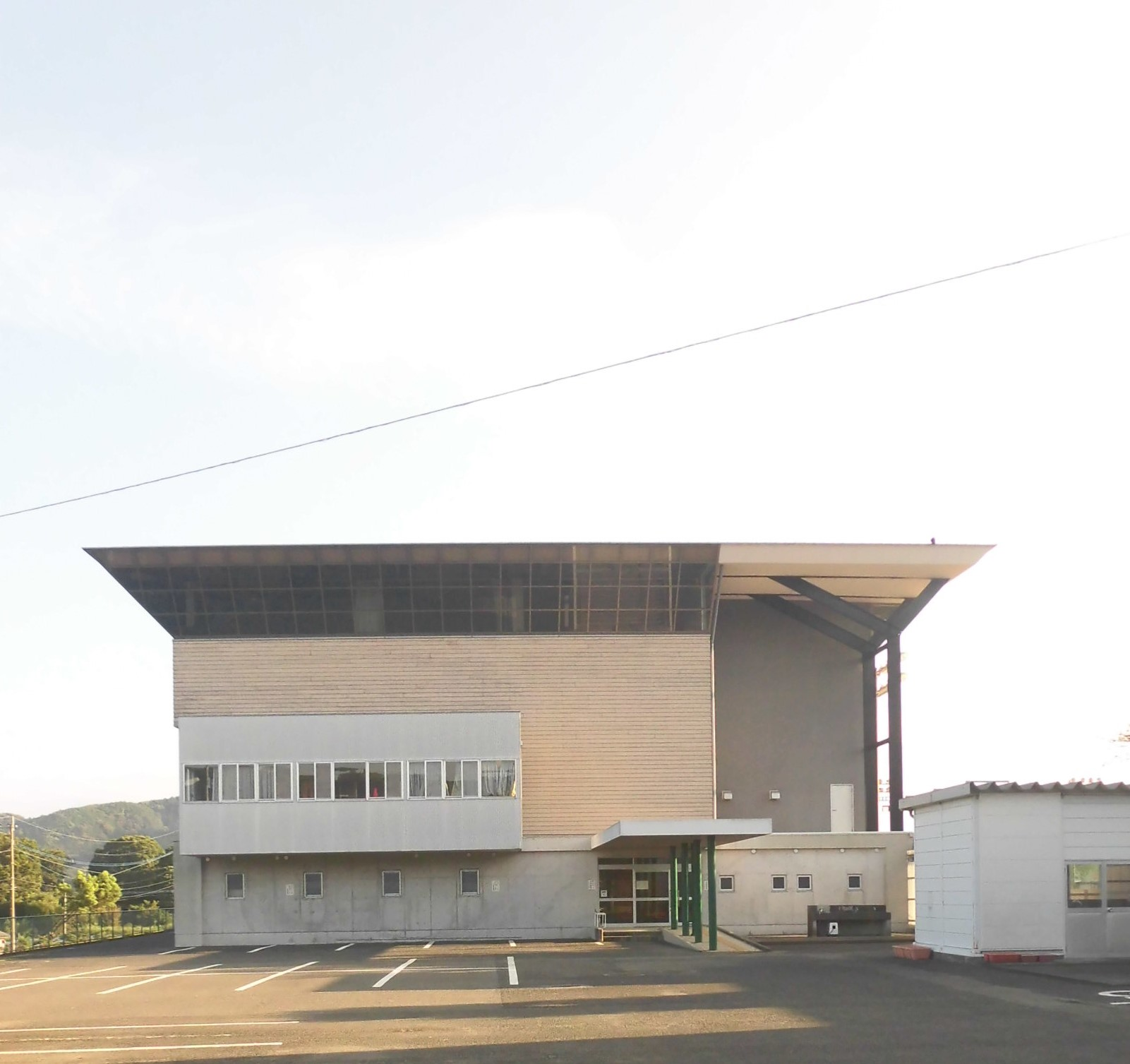
体育館

美里町立中央小学校（みさとちょうりつ ちゅうおうしょうがっこう）は熊本県下益城郡美里町馬場にある公立の小学校。

## 概要
歴史
1999年（平成11年）に下記の中央町立小学校4校を統合の上、創立。現校名になったのは2004年（平成16年）。2024年（令和6年）に統合25周年を迎えた。
- 中央町立中央北小学校
- 中央町立中央西小学校
- 中央町立中央東小学校
- 中央町立中央南小学校

校地
旧・中央町立中央北小学校のものを継承している。
校訓
「やさしく、かしこく、たくましく」
校章
中央に校名である「中央小」の文字（縦書き）を配している。
校歌
作詞は佐藤幸一、作曲は出田敬三による。歌詞は3番まであり、各番の歌詞中に校名の「中央小学校」が登場する。
通学区域
美里町のうち「堅志田、大沢水、西山、有安、中小路、馬場、上中郡、下中郡、萱野（旧・中央町）、岩下、原田、津留、小市野、白石野、松野原、木早川内、長尾野、小筵、佐俣、岩野、小岩野、石原、中、中園、椿、払川、坂本（旧・中央町全域）」。中学校区は美里町立中央中学校。

## 沿革
旧・中央北小学校（旧・中山村）

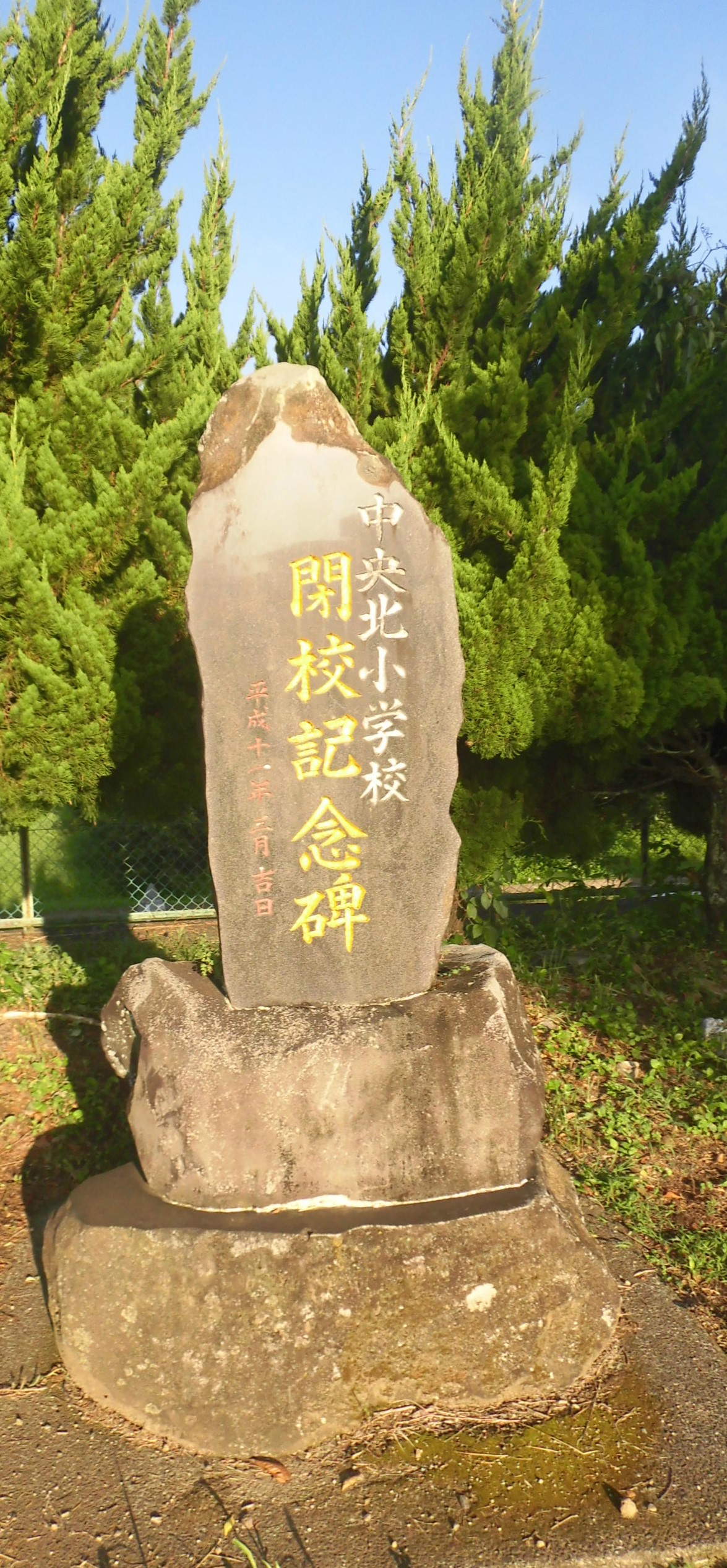
中央北小
閉校記念碑

- 1874年（明治7年）2月 - 大沢水の民家を借用の上、「大沢水小学校」が創立。萱野分校を設置。
- 1876年（明治9年）11月 - 若宮神社境内に教場を移転の上、「若宮小学校」に改称。萱野分校を統合。
- 実施年月日不詳 - 萱野岩下および中郡地区の児童の通学不便解消のため、間もなく萱野分校を復活（その後、萱野小学校として独立）。
- 1887年（明治20年）- 小学校令施行により、尋常科（4年制）を併置の上、「尋常若宮小学校」に改称。
- 1889年（明治22年）4月1日 - 町村制施行により、下益城郡13村（中郡・堅志田・馬場・大沢水・中小路・岩下・原田・萱野・津留・白石野・木早河内・小市野・松野原）が合併の上、「中山村」が発足。
- 1892年（明治25年）- 「若宮尋常小学校」に改称。
- 1893年（明治26年）10月27日 - 「中山尋常小学校」（尋常科4年）に改称。
- 1897年（明治30年）7月7日 - 萱野尋常小学校を統合。
- 1903年（明治36年）- 校舎を移転。
- 1905年（明治38年）- 高等科（2年制）を設置の上、「中山尋常高等小学校」（尋常科4年・高等科2年）に改称。
- 1908年（明治41年）4月 - 改正小学校令により、尋常科（義務教育年限）が4年制から6年制に改められる。よって高等科2年を尋常科5・6年に改める。高等科が廃止され、「中山尋常小学校」（尋常科6年）に改称。
- 1918年（大正7年）3月 - 高等科（3年制）を併置の上、「中山尋常高等小学校」（尋常科6年・高等科3年）に改称[2]。
- 1941年（昭和16年）4月1日 - 国民学校令施行により、「中山村中山国民学校」に改称。尋常科を初等科に改める。
- 1947年（昭和22年）- 学制改革が行われる（六・三制の実施）。
  - 4月1日 - 国民学校初等科は、新制小学校「中山村立中山小学校」に改組・改称。
  - 4月 - 国民学校高等科は青年学校普通科とともに、新制中学校「中山村立中山中学校[3]」に改組・改称。
- 1955年（昭和30年）1月1日 - 2村（中山・年祢）合併により、「中央村立中央北小学校」に改称。
- 1975年（昭和50年）1月1日 - 町制施行により、「中央町立中央北小学校」（最終名）に改称。
- 1999年（平成11年）3月31日 - 統合のため、閉校。125年の歴史に幕を閉じる。なお、校地・校舎は新設の中央小学校に継承される。
  - 最終所在地 - 熊本県下益城郡中央町馬場555番地（北緯32度38分44.7秒 東経130度47分30.3秒 / 北緯32.645750度 東経130.791750度）

旧・中央西小学校（旧・中山村）

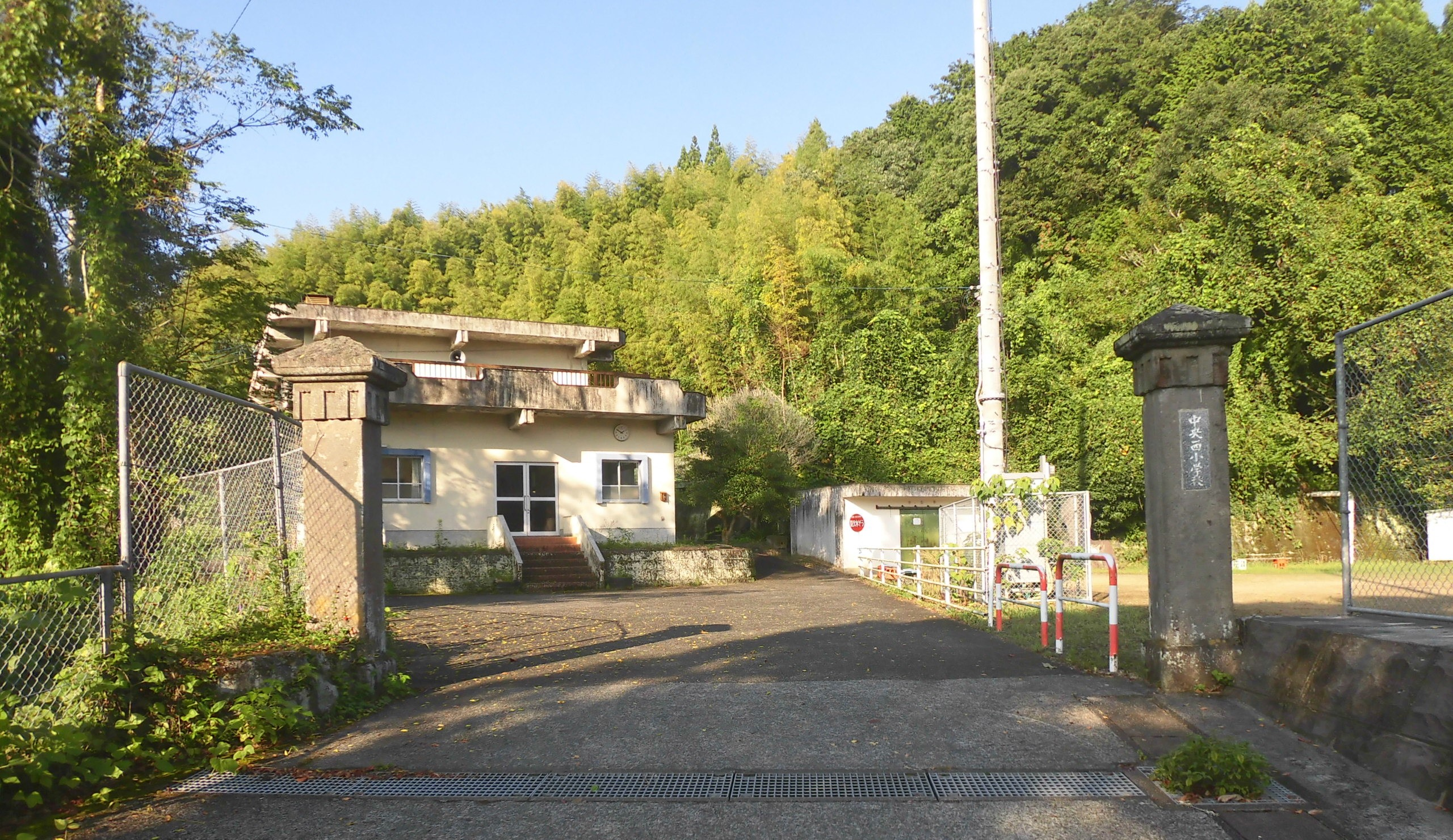
旧・中央西小学校

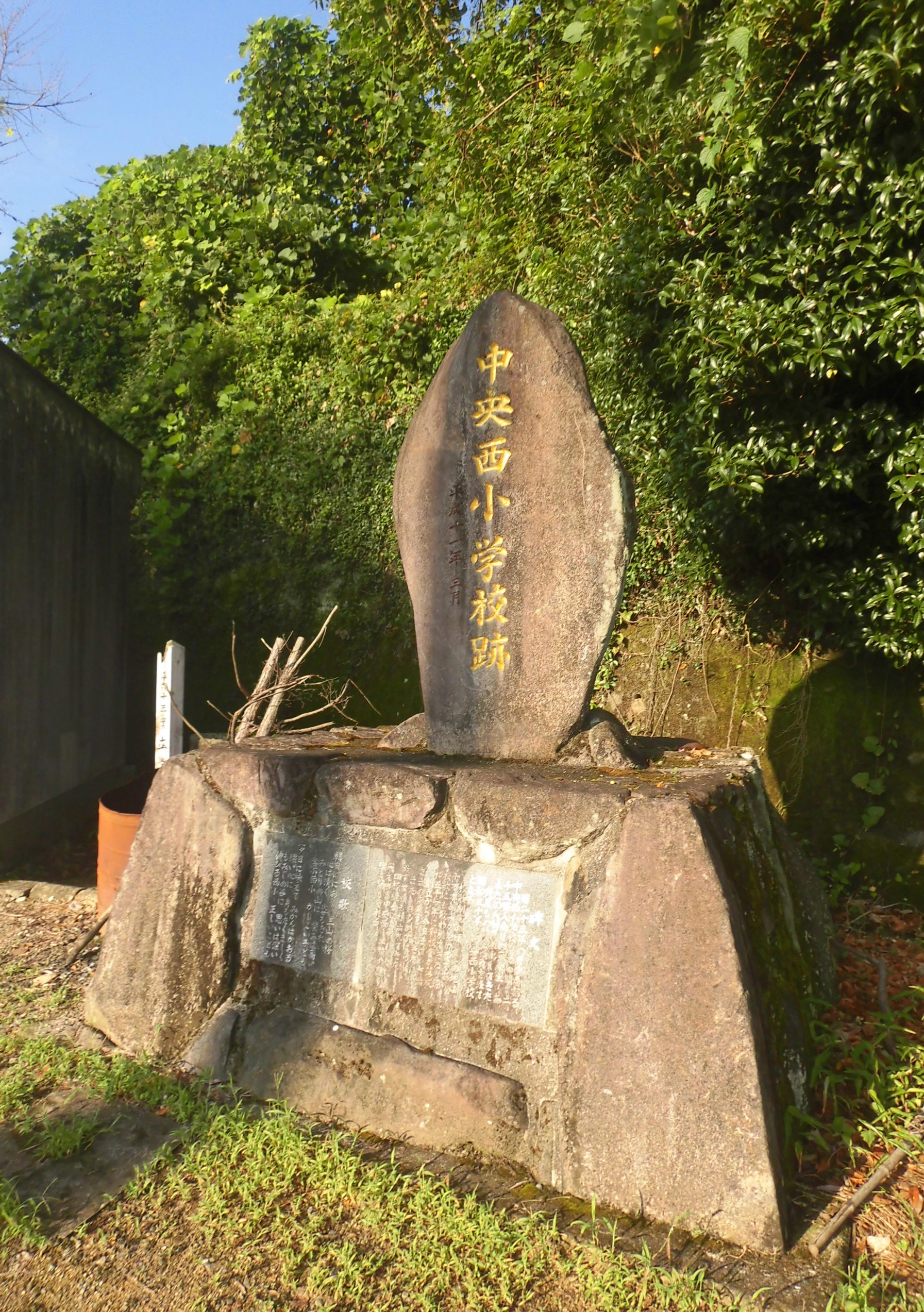
中央西小
閉校記念碑

- 1875年（明治8年）9月7日 - 創立。
- 1888年（明治21年）- 統合により、尋常若宮小学校の分校となる。簡易科を設置。
- 1891年（明治24年）11月 - 尋常小学校として独立。
- 1893年（明治26年）11月 - 「白石尋常小学校」に改称。
- 1905年（明治38年）- 高等科を併置の上、「白石尋常高等小学校」に改称。
- 1908年（明治41年）4月 - 高等科が廃止され、「白石尋常小学校」に改称。
- 1915年（大正4年）4月 - 「中山南部尋常小学校」に改称。
- 1918年（大正7年）3月 - 高等科を併置の上、「中山南部尋常高等小学校」に改称[2]。
- 1941年（昭和16年）4月1日 -「中山村中山南部国民学校」に改称。
- 1947年（昭和22年）- 学制改革が行われる（六・三制の実施）。
  - 4月1日 - 国民学校初等科は、新制小学校「中山村立中山南部小学校」に改組・改称。
  - 4月 - 国民学校高等科は青年学校普通科とともに、新制中学校「中山村立中山中学校[3]」に統合。
- 1955年（昭和30年）1月1日 - 2村（中山・年祢）合併により、「中央村立中央西小学校」に改称。
- 1975年（昭和50年）1月1日 - 町制施行により、「中央町立中央西小学校」（最終名）に改称。
- 1999年（平成11年）3月31日 - 統合のため、閉校。124年の歴史に幕を閉じる。
  - 最終所在地 - 熊本県下益城郡中央町白石野29番地（北緯32度36分41.4秒 東経130度47分26.9秒 / 北緯32.611500度 東経130.790806度）
  - 交通アクセス - 熊本県道105号甲佐小川線
  - 周辺 - 白石野公民館、白石野の棚田

旧・中央東小学校（旧・年祢村）

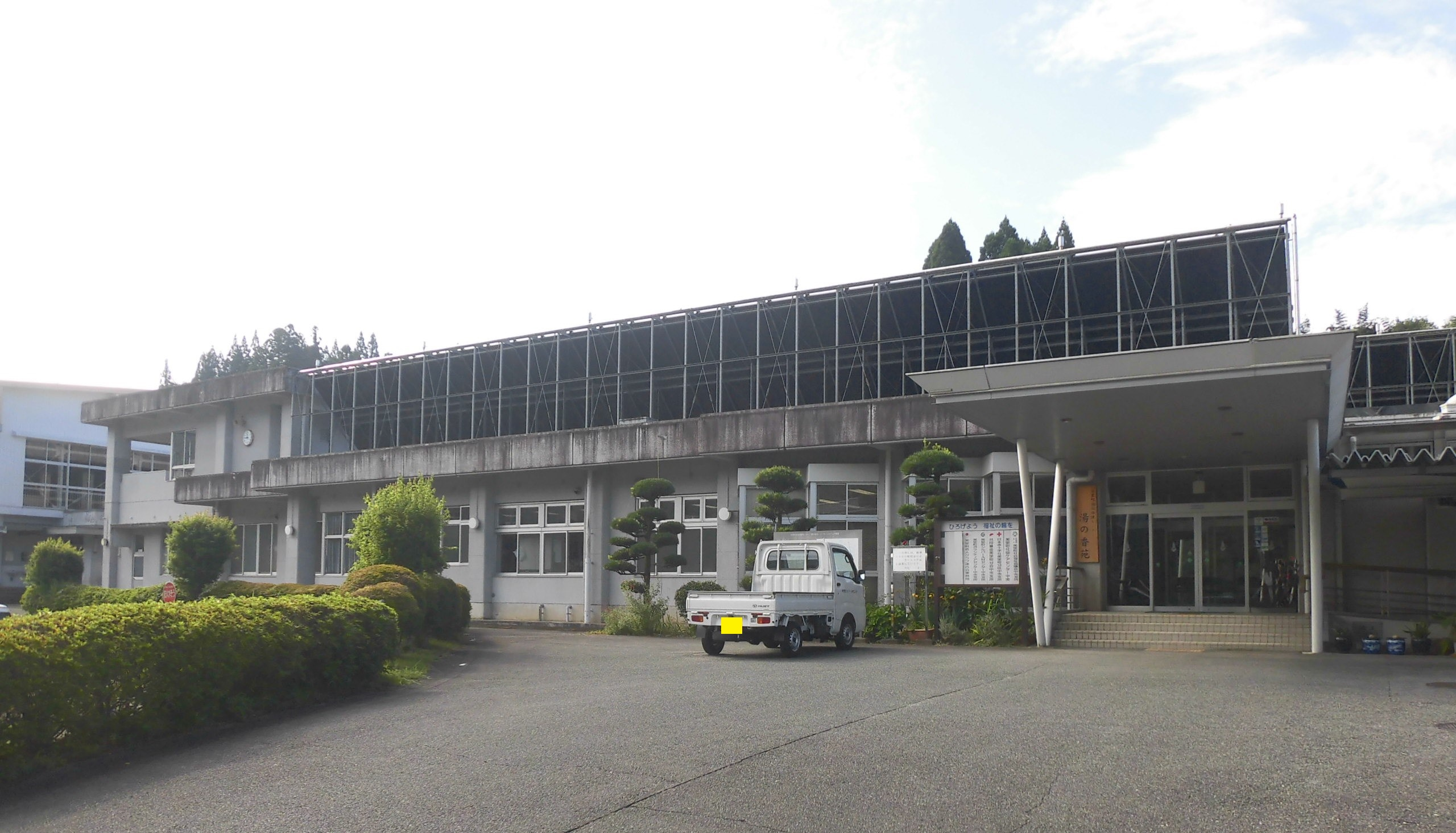
旧・中央東小学校

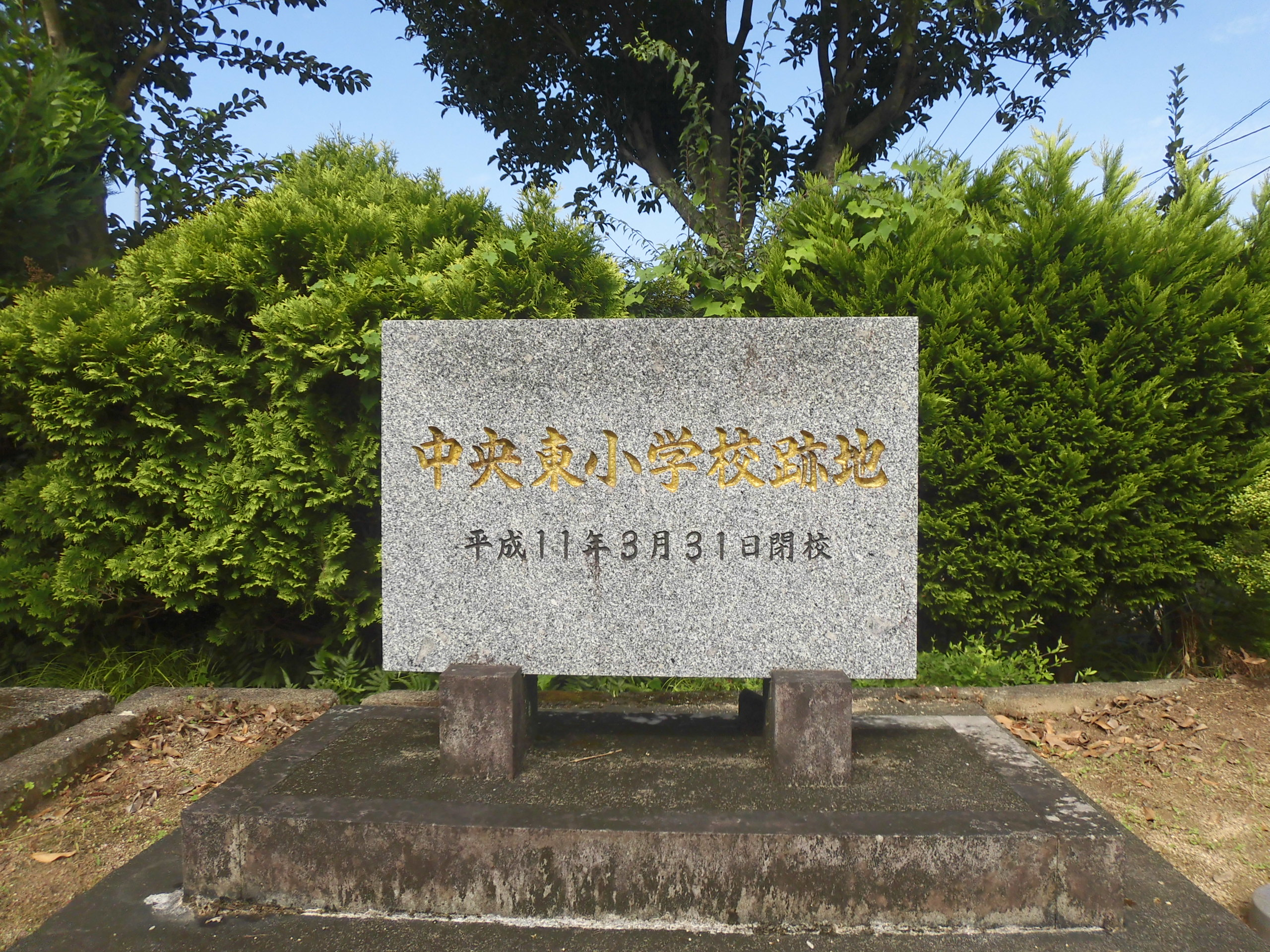
中央東小 閉校記念碑

- 1875年（明治8年）2月 - 木下大五郎所有の建物を教場として、「佐俣小学校」が創立。同年、中原に校舎が完成。
- 1877年（明治10年）- 校舎を増築するも、西南の役勃発により、一時休校とする。
- 1878年（明治11年）- 学校を再開。
- 1884年（明治17年）6月 - 坂貫に分教場を開設。
- 1887年（明治20年）- 小学校令施行により、簡易科（3年制）を併置の上、「簡易佐俣小学校」（簡易科教場）に改称。佐俣下原に移転。坂貫分教場を廃止。岩野分教場を開設。
- 1889年（明治22年）4月1日 - 町村制施行により、下益城郡11村（尾野・小筵・岩野・椿・払川・坂本・佐俣・中・下草野・今・坂貫）が合併の上、「年祢村」が発足。

1890年（明治23年）- 尋常科（4年制）を設置の上、「尋常佐俣小学校」に改称。
- 1892年（明治25年）5月21日 - 「佐俣尋常小学校」に改称。岩野分教場が岩野尋常小学校として独立。
- 1895年（明治28年）
  - 7月 - 岩野尋常小学校を廃止の上、2校（佐俣・払川）に分割統合。石原以北の地区が本校に統合される。
  - 12月 - 児童数増加に伴い、中原に校舎を新築。
- 1897年（明治30年）6月 - 小田尾分教場を設置。
- 1900年（昭和33年）11月 - 初代校長に永原岩熊が着任。
- 1905年（明治38年）- 高等科を併置の上、「佐俣尋常高等小学校」に改称。
- 1908年（明治41年）4月 - 高等科が廃止され、「佐俣尋常小学校」に改称。
- 1910年（明治43年）- 校舎を増築。
- 1917年（大正6年）- 運動場を拡張。
- 1918年（大正7年）3月 - 高等科を併置の上、「年祢尋常高等小学校」に改称[2]。
- 1941年（昭和16年）4月1日 - 国民学校令施行により、「年祢村年祢国民学校」に改称。尋常科を初等科に改める。
- 1947年（昭和22年）- 学制改革が行われる（六・三制の実施）。
  - 4月1日 - 国民学校初等科は、新制小学校「年祢村立年祢小学校」に改組・改称。
  - 4月 - 国民学校高等科は青年学校普通科とともに、新制中学校「年祢村立年祢中学校[4]」に改組・改称。
- 1955年（昭和30年）
  - 1月1日 - 2村（中山・年祢）合併により、「中央村立中央東小学校」に改称。
  - 7月1日 - 今・坂貫・下草野・岩野の一部（字九尾）が隣町の砥用町に編入される（1957年（昭和32年）6月には下草野地区が中央村に編入されるが、校区は中央南小学校に変更となる）。
  - 9月 - 砥用町に編入された地区の児童が砥用町立砥用小学校に転出。および小田尾分校を同校に移管[5][6]。
- 1975年（昭和50年）1月1日 - 町制施行により、「中央町立中央東小学校」（最終名）に改称。
- 1999年（平成11年）3月31日 - 統合のため、閉校。124年の歴史に幕を閉じる。
  - 最終所在地 - 熊本県下益城郡中央町佐俣305番地（北緯32度37分19.0秒 東経130度49分13.1秒 / 北緯32.621944度 東経130.820306度）
  - 交通アクセス - 国道443号、九州産交バス「佐俣宮の前」停留所
  - 周辺 - 年祢郵便局、美里町社会福祉協議会中央支所、美里町福祉保健センター湯の香苑、佐俣阿蘇神社

旧・中央南小学校（旧・年祢村）

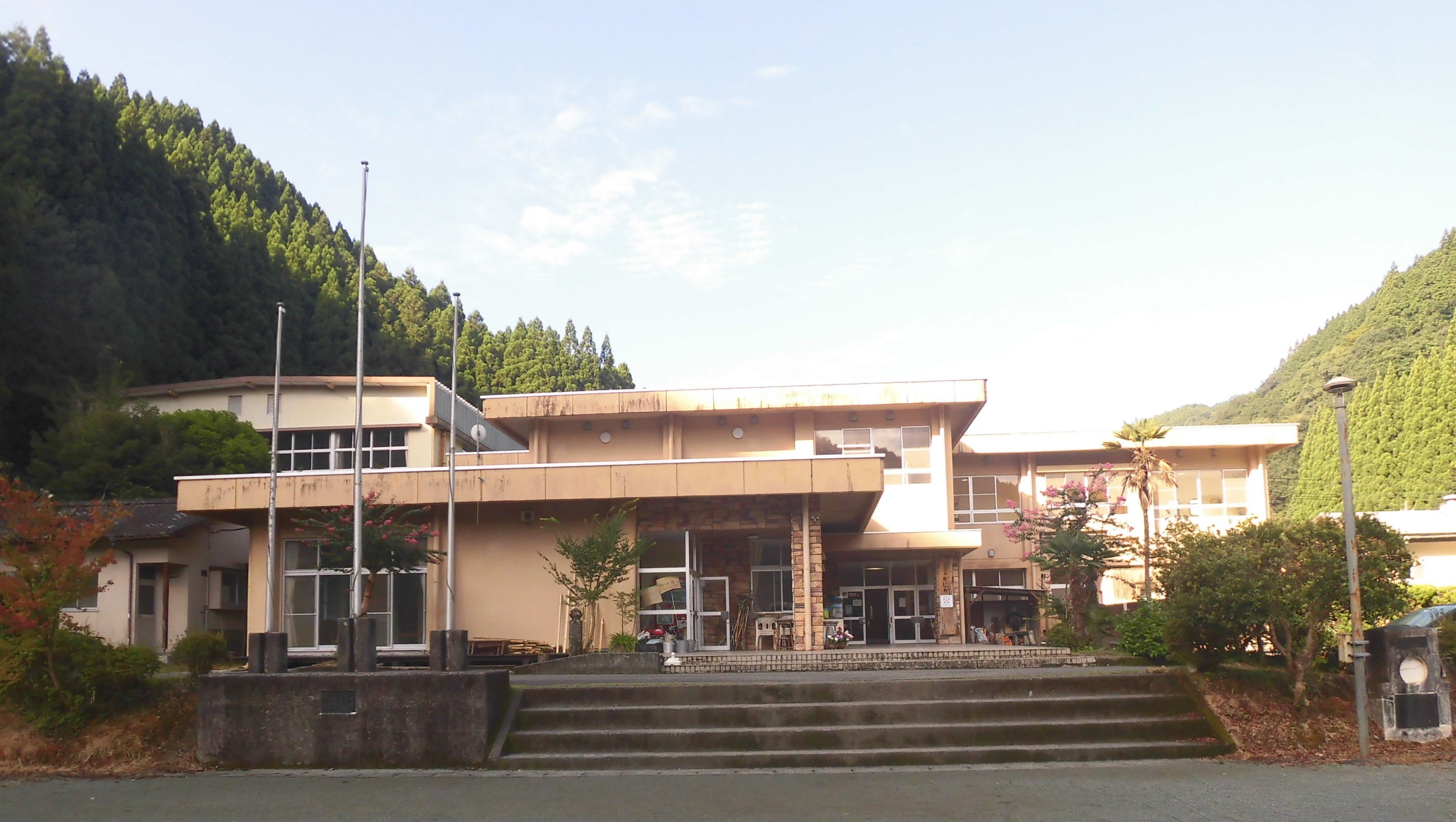
旧・中央南小学校

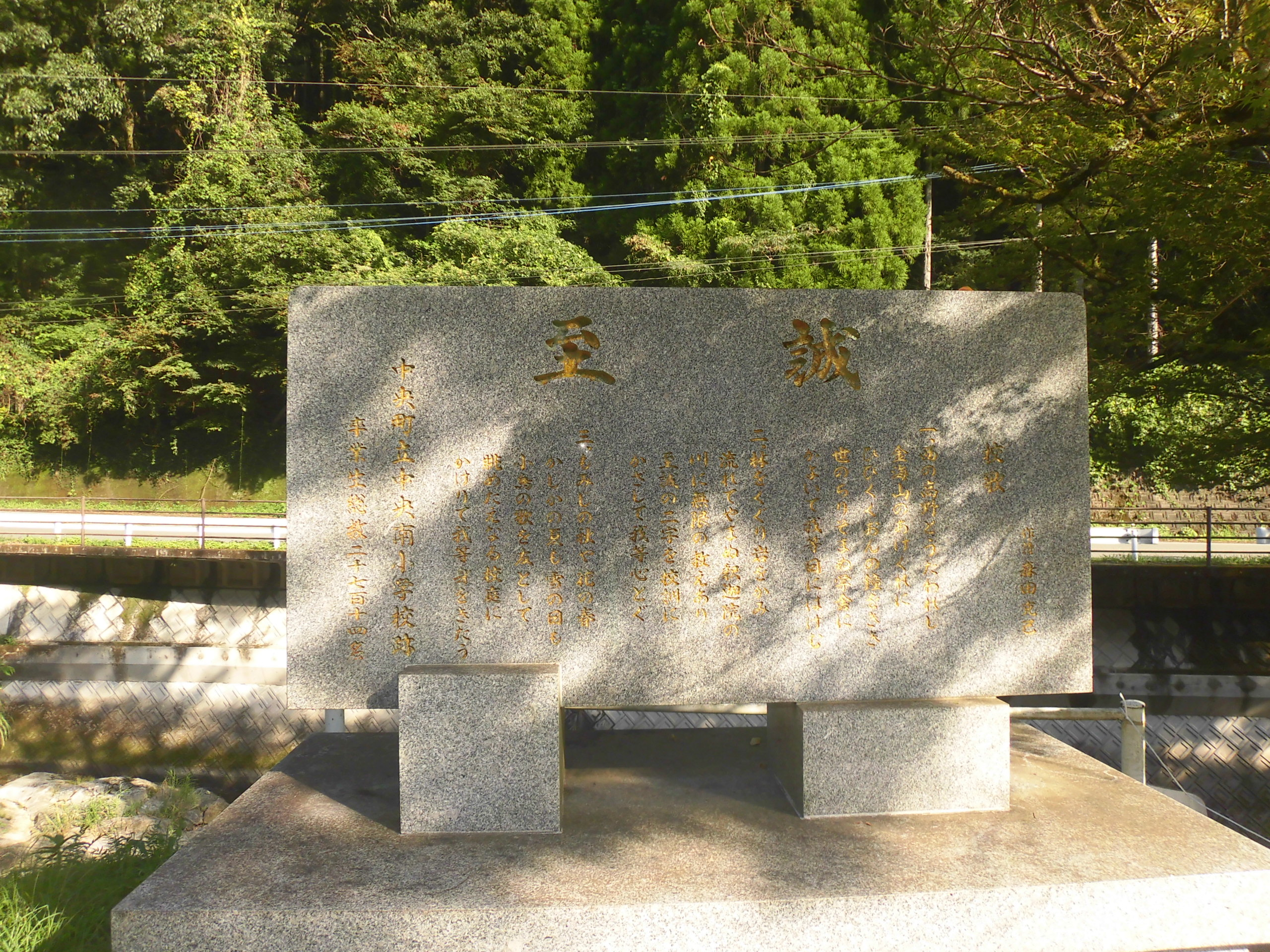
中央南小 閉校記念碑

- 1873年（明治6年）3月 - 大字椿の津田一を教師に迎え、大字払川の午王堂宇内に創立。
- 1874年（明治7年）8月 - 椿に移転し、「椿小学校」に改称。
- 1879年（明治12年）7月 - 払川に再び移転し、「払川小学校」に改称。
- 1883年（明治16年）- 中村に分校を開設。
- 1887年（明治20年）- 簡易科（3年制）を設置の上、「簡易払川小学校」に改称。
- 1889年（明治22年）- 中村分校を廃止の上、簡易佐俣小学校 岩野分教場に統合。
- 1890年（明治23年）- 尋常科（4年制）を設置の上、「尋常払川小学校」に改称。
- 1892年（明治25年）- 「払川尋常小学校」に改称。
- 1895年（明治28年）
  - 7月 - 岩野尋常小学校を廃止の上、2校（佐俣・払川）に分割統合。中村以南の地区が本校に統合される。
  - 12月 - 校舎を新築。
- 1905年（明治38年）- 高等科を併置の上、「払川尋常高等小学校」に改称。
- 1908年（明治41年）4月 - 高等科が廃止され、「払川尋常小学校」に改称。
- 1918年（大正7年）3月 - 高等科を併置の上、「年祢南部尋常高等小学校」に改称[2]。
- 1941年（昭和16年）4月1日 -「年祢村年祢南部国民学校」に改称。
- 1947年（昭和22年）- 学制改革が行われる（六・三制の実施）。
  - 4月1日 - 国民学校初等科は、新制小学校「年祢村立年祢南部小学校」に改組・改称。
  - 4月 - 国民学校高等科は青年学校普通科とともに、新制中学校「年祢村立年祢中学校[4]」に統合。
- 1955年（昭和30年）1月1日 - 2村（中山・年祢）合併により、「中央村立中央南小学校」に改称。
- 1957年（昭和32年）4月 - 砥用町立砥用小学校九尾分校から下草野地区の児童が転入。（同年6月に下草野地区が中央村に編入）[7]。
- 1975年（昭和50年）1月1日 - 町制施行により、「中央町立中央南小学校」（最終名）に改称。
- 1999年（平成11年）3月31日 - 統合のため、閉校。126年の歴史に幕を閉じる。
  - 最終所在地 - 熊本県下益城郡中央町払川1675番地（北緯32度35分30.8秒 東経130度48分47.8秒 / 北緯32.591889度 東経130.813278度）
  - 跡地の活用 -「美里町やすらぎ交流体験施設元気の森かじか[8]」として使用されている。
  - 交通アクセス - 国道443号
  - 周辺 - 払川簡易郵便局、払川神社、釈迦院川
  - 著名な関係者 - 大正時代に高群逸枝が教員、逸枝の父が校長を務めた[9]。

統合・中央小学校
- 1999年（平成11年）
  - 4月1日 - 中央町立小学校4校を統合の上、「中央町立中央小学校」が開校。
  - 4月8日 - 開校記念式典を挙行。
  - 5月18日 - 校訓を制定。
- 2004年（平成16年）11月1日 - 2町（中央・砥用）合併により、「美里町立中央小学校」（現校名）に改称。
- 2021年（令和3年）
  - 6月 - コミュニティ・スクール（学校運営協議会制度、国版）を導入。
  - 12月 - JAET「学校情報化優良校」に認定される[10]。

## 交通アクセス
最寄りのバス停留所
- 九州産交バス 「美里町役場中央庁舎前」停留所

最寄りの幹線道路
- 国道218号

## 周辺
- 美里町役場 中央庁舎（旧・中央町役場）
- 美里町町営野球場
- 堅志田保育園
- 堅志田郵便局
- 若宮神社